# Голленберг (Рейнланд-Пфальц)
Голленберг (нім. Gollenberg) — громада в Німеччині, розташована в землі Рейнланд-Пфальц. Входить до складу району Біркенфельд. Складова частина об'єднання громад Біркенфельд.
Площа — 3,25 км2. Населення становить 118 ос. (станом на 31 грудня 2020).